# Kapryśne lato
Kapryśne lato (czes. Rozmarné léto) – czechosłowacki film komediowy z 1968 roku w reżyserii Jiříego Menzla, będący ekranizacją wydanego w 1926 opowiadania Vladislava Vančury pod tym samym tytułem.

## Treść
Trzech mężczyzn w co najmniej średnim wieku – właściciel rzecznego kąpieliska, emerytowany major i miejscowy kanonik – leniwie spędza czas na kąpielisku w podupadłym kurorcie. Kolejne dni płyną im na zażywaniu kąpieli, popijaniu piwa, koleżeńskich sporach i dyskusjach na wszelkie możliwe tematy. Ożywienie do ich życia wnosi przyjazd do miasteczka dwuosobowej trupy cyrkowej złożonej z magika-akrobaty i jego powabnej asystentki. Wszyscy trzej po swojemu kolejno zabiegają o jej względy, natomiast małżonka Antonina ulega oczarowaniu magikiem.

## Obsada
- Rudolf Hrušínský jako Antonín Důra, właściciel kąpieliska
- Vlastimil Brodský jako major Hugo
- František Řehák jako ksiądz Roch
- Míla Myslíková jako Kateřina, żona Antonina
- Jiří Menzel jako magik Arnoštek
- Jana Preissová jako Anna, jego pomocnica

## Nagrody
Film zdobył Kryształowy Globus na festiwalu filmowym w Karlowych Warach, a także zdobył nagrodę publiczności na festiwalu w Pilźnie.